# Червонопілля (Кропивницький район)
Червонопі́лля — село в Україні, у Кетрисанівській сільській громаді Кропивницького району Кіровоградської області. Населення становить 474 осіб.

## Населення
Згідно з переписом УРСР 1989 року чисельність наявного населення села становила 497 осіб, з яких 219 чоловіків та 278 жінок.
За переписом населення України 2001 року в селі мешкали 474 особи.

### Мова
Розподіл населення за рідною мовою за даними перепису 2001 року:
| Мова       | Відсоток |
| ---------- | -------- |
| українська | 95,57 %  |
| російська  | 1,90 %   |
| молдовська | 1,05 %   |
| вірменська | 0,84 %   |
| білоруська | 0,42 %   |
| інші       | 0,22 %   |